# Henrique Magalhães
Henrique Paiva de Magalhães (João Pessoa, 17 de agosto de 1957) é um professor da Universidade Federal da Paraíba, doutor em Sociologia pela Universidade Paris VII, desenhista, editor e pesquisador de história em quadrinhos brasileiro. 

## Vida pessoal
Nascido em João Pessoa, Paraíba, em 17 de agosto  de 1957, Henrique é o primeiro de seis filhos de Ulrico José de Magalhães, agente fiscal do Estado e de Maria Darcy Paiva de Magalhães, dona de casa que costurava para complementar a renda da família.

## Carreira
Em 1975, criou a personagem de quadrinhos Maria, que tinha caráter político e contestador. Também começou a desenvolver diversos fanzines. Em 1983, formou-se em Comunicação Social na Universidade Federal da Paraíba, entre 1985 e 1988, publicou o fanzine Marca de Fantasia, ainda na década de 1980, coordenou o suplemento "Leve Metal" da revista "Presença Literária", com trabalhos de quadrinista paraibanos, em 1990, criou a Gibiteca Henfil como parte do projeto de extensão do Departamento de Comunicação da UFPB, no mesmo ano, apresentou a tese de mestrado Os fanzines de histórias em quadrinhos: o espaço crítico dos quadrinhos brasileiros na Escola de Comunicações e Artes da Universidade de São Paulo, em 1993, parte da tese foi publicada no livro O que é fanzine, parte da coleção Primeiros Passos. O livro ganhou o Troféu HQ Mix no ano seguinte na categoria "melhor livro teórico". Em 1995, fundou a editora Marca de Fantasia com a intenção de publicar quadrinhos e livros teóricos sobre o tema. Ainda em 1995, a editora publicou a revista Tyli-Tyli, mais tarde renomeada para Mandala, trazendo obras de "quadrinhos poético-filosóficos" de autores como Flavio Calazans, Gazy Andraus e Edgar Franco.
Em 1996, apresentou a tese de doutorado Bande Dessinée: rénovation culturelle et presse alternative na Universidade Paris VII,  na França, editou os fanzines "Saravá", sobre cultura em geral, "Ave de Prata", dedicado a cantora Elba Ramalho e "L'Echo de fanzines.
Em 2003, a Marca de Fantasia publicou o texto completo de sua tese de mestrado no livro O rebuliço apaixonante dos fanzines, o livro ganho o Prêmio DB Artes na categoria Álbum Independente.
Em 2010, ganhou o Prêmio Angelo Agostini na categoria "Mestre do quadrinho nacional".
Também é membro da Associação de Pesquisadores em Arte Sequencial (ASPAS).